# Erythrininae
Az Erythrininae a hüvelyesek (Fabales) rendjébe tartozó pillangósvirágúak (Fabaceae)családjában a bükkönyformák (Faboideae) egyik alnemzetségcsoportja mintegy tíz nemzetséggel.
A Kelet-Ázsiában és Észak-Amerikában elterjedt Apios nemzetség több faja alapvetően fontos
étkezési növény — Kelet-Ázsiában nagy területeken szinte az egyetlen fehérjeforrás. A korallfa (Erythrina) nemzetség több faját dísznövénynek ültetik.